# Atlético Malagueño
El Atlético Malagueño es el equipo filial del Málaga Club de Fútbol y está establecido en la ciudad española de Málaga. Se fundó en 1990 y actualmente milita en la Tercera Federación.
Su mayor éxito fue ascender a Segunda División en el año 2003, donde se mantuvo tres temporadas consecutivas.
Como equipo filial, no le está permitida su participación en la misma competición que el primer equipo; por lo tanto debe jugar en categorías inferiores en liga y no puede disputar la Copa del Rey.

## Denominaciones
Fue fundado en 1990 como Sociedad Deportiva Malagueña convirtiéndose en el filial del Málaga CF en 1992. En 1995, el filial adoptó el nombre del primer equipo pasando a ser el Málaga Club de Fútbol B, para ajustarse a la normativa de la Real Federación Española de Fútbol.
En 2008, la presidencia del Málaga CF declaró su voluntad de adoptar para el filial la denominación tradicional de los equipos filiales del Málaga durante toda su historia, es decir, "Atlético Malagueño". El 9 de julio de 2009, bajo la presidencia de Fernando Sanz y tras la aprobación de la Real Federación Española de Fútbol, el Málaga B cambiaba oficialmente su denominación por la actual de Atlético Malagueño.

## Historia
Cuando el Málaga Club de Fútbol se convierte en el principal equipo profesional de la ciudad, se produce un proceso de grandes cambios, entre los que se encuentra el de adoptar como filial un club que pueda albergar futuras promesas que el día de mañana puedan participar en el primer equipo, encontrándose el candidato ideal en la Sociedad Deportiva Malagueña, un club fundado en 1990 que venía compitiendo en Regional y equipaba camisa partida lila y verde, los colores de la bandera de Málaga, con pantalón negro. 
El club filial logra ascender la sesión 92/93 a Regional Prefrente, donde debuta la campaña 93/94 con un excelente temporada en la que se proclama Campeón del grupo malagueño con 51 puntos.
En 1995, pasa a denominarse Málaga Club de Fútbol “B”. La buena marcha que experimenta la primera plantilla hace que el filial sea potenciado sustancialmente y en la temporada 1995/96 alcanza la Tercera División, tras terminar de nuevo campeón de grupo con 83 puntos, debutando durante la temporada 96/97 en Categoría Nacional con un undécimo puesto en Liga. La cantera empieza a funcionar y se fichan a jóvenes talentos de la provincia que ofrecen un gran rendimiento y fruto de ello, en la campaña 98/99 se proclaman campeones de la categoría. El paso siguiente es afrontar la Promoción de Ascenso, pero el conjunto blanquiazul es superado por el Dos Hermanas C.F., quedando detrás en el grupo como colistas C.D. Don Benito y Albacete Balompié “B”. El cierre a esta década no le trae buenos resultados y en la campaña 99/00 retrocede al séptimo puesto, escapándose la Promoción.
En la sesión inicial 00/01 el Málaga C.F. “B” mantiene una dura pugna con la U.D. Marbellay el Torredonjimeno C.F., resultando finalmente subcampeón y pudiendo disputar la Promoción. En esta no tiene excesiva fortuna y es tercero superado por Sevilla F. C. “B” y Hellín Deportivo, siendo colista el C.P. Cacereño. Mejor suerte tiene en la campaña siguiente 01/02 en la que es nuevamente subcampeón, en esta ocasión igualado a puntos con el C.D. Linares, decidiéndose el título mediante gol average. En la Promoción es igualmente segundo en un grupo que acaba con un triple empate en cabeza compartido por C.P. Cacereño, Málaga C.F. “B” y Club Atlético Antoniano, siendo colista el C.D. Quintanar. Este puesto que en principio le impide el ascenso, con el paso del tiempo y el transcurso de acontecimientos que implican a terceros le proporciona el cambio de categoría gracias al descenso del Granada C.F. por impago y ser el filial malagueño el mejor club andaluz no ascendido.
El Málaga C.F. “B” debuta en Segunda División B la campaña 02/03 de la mano del técnico Antonio Tapia, comenzando de menos a más y terminando triunfando en un brillante sprint final que le lleva a ser segundo a dos puntos del Algeciras C.F.. En la Promoción de Ascenso la marcha del filial sigue más allá y sorprendentemente lideran un grupo en el que superan a U.D. Atlético Gramanet, Real Unión Club y U.D. Lanzarote, consiguiendo el ascenso a Segunda División por la puerta grande y ante una mezcla de incredulidad y satisfacción de todos sus seguidores que observan un ascenso meteórico poco antes inimaginable. El joven conjunto malagueño debuta en la categoría de plata durante la temporada 03/04 con el técnico talismán Antonio Tapia ocupando el banquillo y consiguiendo la permanencia en una campaña muy similar a la anterior en cuanto al desarrollo salvo las distancias propias de disputar una categoría superior.
En la temporada 04/05, una vez en marcha el campeonato, Antonio Tapia pasa a dirigir la primera plantilla siendo sustituido por José Mari Bakero con quien de forma apurada se es decimoséptimo y se logra seguir un año más. En la sesión 05/06, cuando encarrila su tercera comparecencia consecutiva en la categoría de plata, todo se viene abajo y el filial malaguista pierde eficacia siendo sustituido el malagueño Juan Carlos Añón por “Lobo” Carrasco, obteniendo finalmente tan solo ocho victorias y doce empates, demasiado poco bagaje para continuar en la categoría y que le condenan al descenso. De nuevo en Segunda División B, el campeonato 06/07 va a resultar incluso más desastroso que el anterior.
El cuadro blanquiazul alinea una auténtica pléyade de jugadores con la intención de conseguir resultados, cosa que no sucede y finalmente tres son las victorias sumadas y cinco los empates, quedando hundido en la tabla clasificatoria y descendiendo a Tercera División. Su presencia en el cuarto nivel no resulta demasiado destacada y la sesión 07/08 termina en el decimoquinto puesto y sufriendo más de la cuenta para resistir y no encadenar un nuevo descenso. La edición 08/09 supone la recuperación del dependiente malacista, obteniendo un meritorio cuarto puesto que le lleva a promocionar para subir de categoría. En esta fase supera en Primera Eliminatoria a la U.D. Almansa: 1-0 en casa y 1-1 en la localidad albaceteña; cayendo en semifinales ante el C.D. Tenerife “B” por el valor doble de los tantos obtenidos a domicilio: 4-2 en casa y derrota por 3-1 en la capital canaria. En el verano de 2009 cambia su denominación a Atlético Malagueño, tras ser aprobado el cambio por la RFEF el 9 de julio, siendo desde el punto de vista deportivo una temporada triste al quedarse con la miel en los labios y no poder promocionar tras ser sexto en Liga, siendo Rafa Gil el entrenador.
El cambio de década trae consigo una nueva Promoción después de repetir el cuarto puesto en Liga como recientemente, siendo superado en la Primera Eliminatoria por el C.D. Olímpic, conjunto valenciano con el cual cae derrotado en ambos encuentros: 0-2 en casa y 2-1 en Játiva.
Tras su cese en el equipo le sustituyó en el cargo Jaime Molina, después de su destitución se hizo cargo del equipo Josep Clotet con el cual al equipo volvería a la ronda de playoff, pero tras no subir fue destituido haciéndose cargo el actual entrenador Salva Ballesta.
En la temporada 2013/14 con Salva Ballesta al frente entraron a los playoffs de ascensos donde fueron eliminados.
En la temporada 2015/16 Manel Ruano se hace cargo del filial, en un equipo donde hay un gran número de jugadores internacionales, llegando a conseguir en la temporada 16/17 el campeonato. Ruano es destituido en la temporada 17/18 por Dely Valdes que consigue el segundo ascenso en la historia del filial a segunda B. 
En su vuelta a la Segunda B en la temporada 2018/2019, el equipo no obtiene buenos resultados, Dely Valdes no termina la temporada y su sustituto Manolo Sanlúcar no consigue salvar al equipo.
En su vuelta a la Tercera División en la temporada 2019/20  Sergio Pellicer se hace cargo del equipo, en una de las temporadas más discretas del filial en su participación en tercera quedando en novena posición, Pellicer no terminaría la temporada al sustituir a Victor  Sánchez en el primer equipo. 
En la temporada 2020/21 Juan Francisco Funes se hace cargo del filial, siendo el actual técnico, el filial ha jugado en su etapa  cuatro fases de ascenso, consiguiendo la mayor aportación de jugadores al primer equipo en la historia del filial. Es el entrenador que más partidos ha dirigido al equipo por delante de Antonio Tapia y Manel Ruano. 

## Datos históricos
| Atlético Malagueño Temporadas | Dato | Notas       |
| ----------------------------- | ---- | ----------- |
| Temporadas en 2.ª             | 3    | Debut 03/04 |
| Temporadas en 2.ª B           | 2    | -           |
| Temporadas en 3.ª             | 14   | -           |

| Atlético Malagueño en 2.ª  | Dato       | Notas |
| -------------------------- | ---------- | ----- |
| Mejor puesto en 2.ª        | 15         | 03/04 |
| Peor puesto en la liga 2.ª | 21         | 05/06 |
| Máximo Goleador            | Alex Geijo | 15    |

- Entrenadores destacados: Antonio Tapia, José Mari Bakero, Lobo Carrasco, Manel Ruano, Dely Valdes, Juan Francisco Funes.

## Plantilla y Cuerpo técnico
- Los equipos españoles están limitados a tener en la plantilla un máximo de tres jugadores sin pasaporte de la Unión Europea. La lista incluye solo la principal nacionalidad de cada jugador.

## Trofeos amistosos
- Trofeo Ciudad de Motril: (1) 2003

## Entrenadores
- Antonio Tapia (2002/05).
- José Mari Bakero (2004/05).
- Juan Carlos Añón Moreno (2005/06).
- Lobo Carrasco (2005/06).
- Armando Husillos (2006/07).
- Juan Carlos Añón Moreno (2006/07).
- Rafael Gil Sánchez (2008/2011).
- Jaime Molina (2011/2012).
- Josep Clotet (2012/2013).
- Salva Ballesta (2013/2015).
- Francisco Manuel Ruano (2015/2018).
- Julio César Dely Valdés (2018).
- Manuel Sanlúcar (2018/2019).
- Sergio Pellicer García (2019/2020).
- Juan Francisco Funes Arjona (2020/).